# San Giovanni Lupatoto
San Giovanni Lupatoto este o comună din provincia Verona, regiunea Veneto, Italia, cu o populație de 25.341 locuitori (1 ianuarie 2023) și o suprafață de 19,01 km².

## Demografie
San Giovanni Lupatoto - evoluția demografică

|  | Graficele sunt indisponibile din cauza unor probleme tehnice. Mai multe informații se găsesc la Phabricator și la wiki-ul MediaWiki. |

Date: Recensăminte sau birourile de statistică - grafică realizată de Wikipedia

## Personalități născute aici
- Gastone Moschin (1929 - 2017), actor.